# Pîlîpî, Colomeea
Pîlîpî (în ucraineană Пилипи) este localitatea de reședință a comunei Pîlîpî din raionul Colomeea, regiunea Ivano-Frankivsk, Ucraina.

## Demografie
Componența lingvistică a localității Pîlîpî
     Ucraineană (99,52%)
     Alte limbi (0,48%)
Conform recensământului din 2001, majoritatea populației localității Pîlîpî era vorbitoare de ucraineană (99,52%), existând în minoritate și vorbitori de alte limbi.